# Пампильоза
Пампильоза (порт. Pampilhosa)  —  район (фрегезия) в Португалии,  входит в округ Авейру. Является составной частью муниципалитета  Меальяда. Находится в составе крупной городской агломерации Большая Коимбра. По старому административному делению входил в провинцию Бейра-Литорал. Входит в экономико-статистический  субрегион Байшу-Воуга, который входит в Центральный регион. Население составляет 4218 человек. Занимает площадь 15,60 км².